# Valea Putnei
Valea Putnei – wieś w Rumunii, w okręgu Suczawa, w gminie Pojorâta. W 2011 roku liczyła 316 mieszkańców. 